# Marcia Keith
Pour les articles homonymes, voir Keith.
Marcia Anna Keith (1859-1950) est une physicienne, enseignante de physique pour les femmes et membre fondatrice de la Société américaine de physique. 

## Jeunesse et formation
Marcia Keith naît à Brockton (Massachusetts), le 10 septembre 1859. Ses parents Mary Ann, née Gary, et Arza Keith se sont mariés le 25 avril 1854. Elle a quatre sœurs, Lucy, Mary Helen, Sarah Emma et Cora Frances.  
Elle fréquente le Mount Holyoke College, une université pour femmes, où elle a obtient son Bachelor of Science en 1892. Elle est une « étudiante spéciale » à l'Institut Polytechnique de Worcester en 1887 et 1889 et étudiante à l'Université de Berlin de 1897 à 1898. En été 1901, Keith étudie à l'Université de Chicago. 

## Carrière
De 1876 à 1879, Keith enseigne dans le système scolaire public du Massachusetts. Quatre ans plus tard, en 1883, elle commence à travailler comme professeur de sciences au Michigan Seminary, à Kalamazoo, jusqu'en 1885. À partir de 1885, Keith enseigne les mathématiques au Mont Holyoke, puis devient le premier professeur à plein temps de l'école au département de physique. De 1889 à 1903, elle est la chef du département.  
Elle est l'un des membres fondateurs de la Société américaine de physique en 1899. Keith et Isabelle Stone de Vasser sont les deux seules femmes présentes à la fondation du groupe.  
En 1904, elle enseigne à Norton puis au Lake Erie College à Painesville (Ohio), de 1905 à 1906. Puis de 1906 à 1908, elle travaille pour la société Herbert C. Keith à New York comme ingénieur-conseil.  
Keith est une pionnière dans l'éducation des femmes aux sciences physiques. Il est possible qu'elle ait été la première faire faire des travaux de laboratoire individuels aux étudiants. Elle a également lancé un colloque de physique à Mont Holyoke afin de sensibiliser les étudiants à la physique.  
Keith a concentré ses  recherches sur la physique de la transmission de chaleur dans les gaz à basse température.          